# Friedrichstraße 176–179

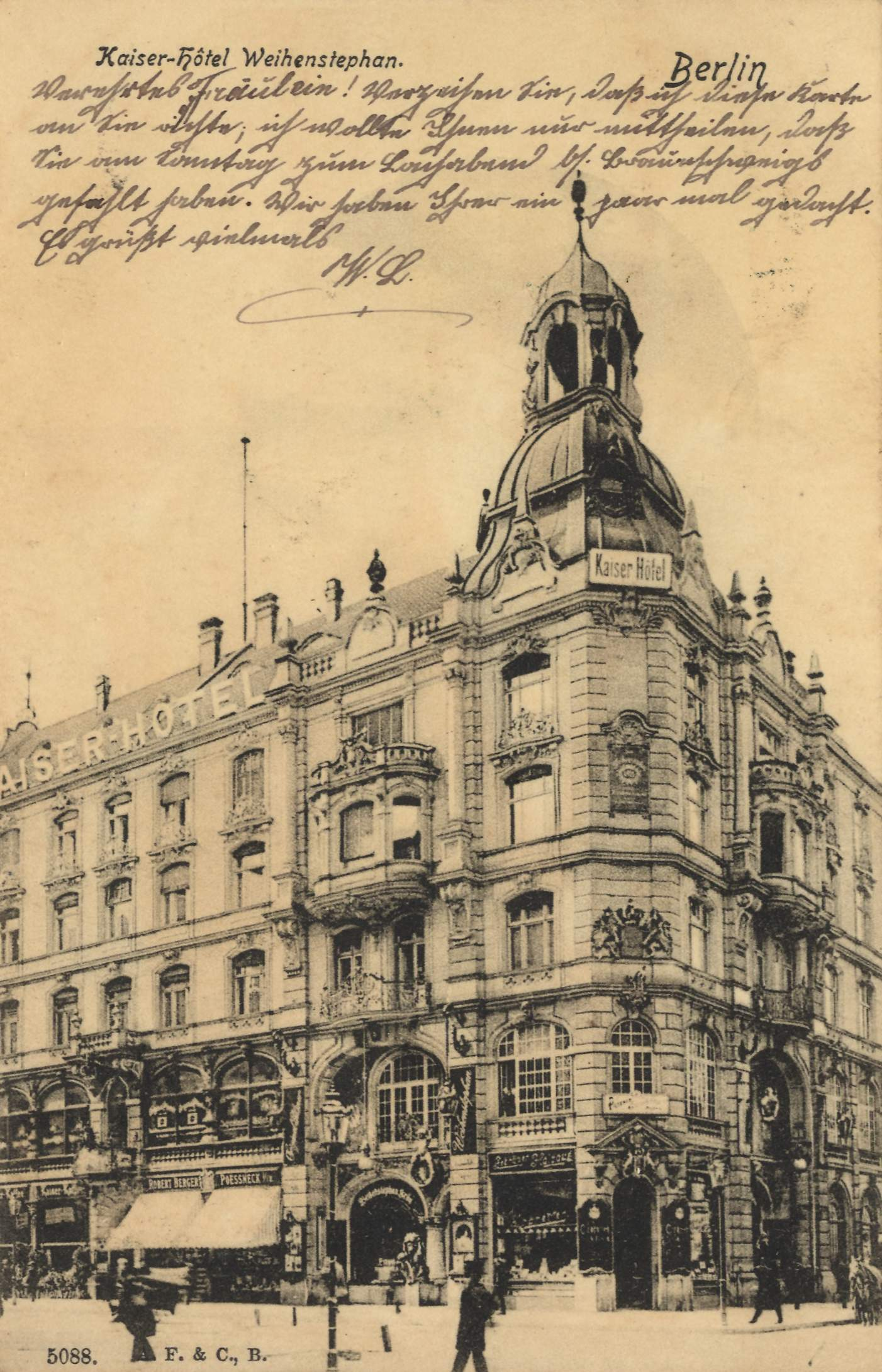
Geschäftshaus Friedrichstraße 176–179 (auch bekannt als Kaiser-Hotel) in Berlin-Mitte

Das Geschäftshaus Friedrichstraße 176–179 wurde 1894 im Berliner Ortsteil  Mitte im Stil des Historismus errichtet. Der Grundrissentwurf stammte von dem Berliner Architekten und Baumeister Rudolf Schönner, der auch Besitzer des Hauses war.

## Geschichte
Am 27. Januar 1895 (dem üblicherweise mit Paraden u. ä. gefeierten Geburtstag Kaiser Wilhelms II.) wurde im Gebäude die Gastwirtschaft Zum Weihenstephan eröffnet, die ihren Namen nach der Pächterin, der Staatsbrauerei Weihenstephan erhielt.
Das Haus beherbergte außerdem das Kaiser-Hotel mit 110 Zimmern, den Kaiser-Keller sowie das Schifferhaus, ein Weinrestaurant im Stil eines alten Ratskellers, ausgestattet nach Plänen des Berliner Bildhauers Gotthold Riegelmann. Die Gastronomie wurde von der 1905 gegründeten Kaiser-Keller Aktiengesellschaft betrieben, die auch Eigentümerin des Gebäudes wurde. In der Zeit der Hochinflation mussten das Restaurant Zum Weihenstephan und der Kaiser-Keller um 1921 geschlossen werden, ihre Räume wurden dann als Läden und Büroräume genutzt. 1925 wurde das Kaiser-Hotel modernisiert. 1929 erwarb ein deutsch-schweizerisches Konsortium das Haus und ließ 1930–1931 das Kaiser-Hotel noch einmal modernisieren.
Im Zweiten Weltkrieg wurde das Gebäude teilweise zerstört, die Ruine wurde in den 1950er Jahren abgeräumt. Als in der DDR in den 1960er Jahren die Friedrichstraße aufgewertet und teilweise neu bebaut wurde, entstand auf dem Grundstück das Haus der Sowjetischen Wissenschaft und Kultur.